# 坂口果津奈
坂口 果津奈（さかぐち かづな、1974年12月5日 - ）は、日本のフリーアナウンサー。鹿児島テレビ放送の元アナウンサー。

## 来歴
- 鹿児島県鹿児島市出身。
- 鹿児島県立鹿児島中央高等学校、日本女子大学卒業。
- 1998年に鹿児島テレビ放送へ入社。1999年からは「KTSスーパーニュース」・「ナマ・イキVOICE」等の看板番組で司会を務めた。
- 2008年3月末で、10年間勤めたKTSを退社。その後も暫くは鹿児島を拠点にフリーで活動していた。
- 2009年のクリスマス・イブに結婚。2010年4月17日、公式ブログで結婚式を挙げたことを発表[1][2]。
- 現在は東京へ拠点を移し活動している[3][4]。東京と鹿児島を頻繁に往復しており、KTS時代の同僚や様々な友人との交遊が、自身のブログに記されている[5][6][7]。

## 人物
- 両親の他に、弟がいる。
- 学生時代はテニス部に所属していた。

## 交友関係
- KKBの淵脇正恵（現在東京支社勤務）は、子供の頃からの友人である。

## KTS在籍中に担当した番組
- 「KTSスーパーニュース」(月曜-金曜、16:53-19:00)1999年～2008年3月31日担当

（なお2006年度は、「KTSスーパーニュースイマジン」として放送された）
- 「ナマ・イキVOICE」（土曜18:30-19:00）（1999年頃-2006年3月）
- KTSニュース